# Barringtonia gigantostachya
Barringtonia gigantostachya là một loài thực vật có hoa trong họ Lecythidaceae. Loài này được Koord. & Valeton mô tả khoa học đầu tiên năm 1899.